# ヴィゴ・モーテンセン
ヴィゴ・モーテンセン（Viggo Mortensen, 本名: Viggo Peter Mortensen Jr., 1958年10月20日 - ）は、ニューヨーク州マンハッタン出身の俳優、詩人、写真家。

## 人物
『ロード・オブ・ザ・リング』三部作のアラゴルン役で世界的な名声を得る。2008年には『イースタン・プロミス』で第80回アカデミー賞主演男優賞にノミネートされ、2016年公開の『はじまりへの旅』でも第89回アカデミー賞主演男優賞にノミネートされた。

## 略歴

### 幼少期
デンマーク人の父ヴィゴ・ピーター・モーテンセン（同名）は農業従事者。母グレース・アトキンソン（現在は再婚しグレース・ギャンブルとなった）は在ノルウェー米国大使館に勤務していたアメリカ人。二人はノルウェーのスキー場で出会い結婚した。母方の祖母はカナダ人である。ヴィゴは彼らの長男としてマンハッタンのニューヨーク・ホスピタルで誕生。ヴィゴが2歳になると父の農場経営の仕事の関係で一家はベネズエラへ移住。その1年後にはアルゼンチンへ引っ越し、弟のチャールズとウォルターが生まれた（現在彼らは地理学者に）。ヴィゴと兄弟らは牧場で乗馬や釣り、狩猟に親しむ牧歌的な子供時代をすごした。夏毎にデンマークへ帰省していたため、英語のほかにスペイン語、デンマーク語、フランス語、イタリア語などが流暢に話せる。スウェーデン語、ノルウェー語にも堪能である。この頃なりたかったものは南米のカウボーイ、ガウチョ。お絵かきなど、一人遊びが好きな子供だった。

### 少年時代
ブエノスアイレス近郊の山すそにある全寮制小学校に入学。11歳のとき両親が離婚。弟らと母の故郷であるカナダ国境沿いのサウザンドアイランズ近くのニューヨーク州ジェファーソン郡ウォータータウン市へ戻る。このころ幼い弟たちはスペイン語しか話せなかった。ヴィゴは同級生たちが夢中になっていたブルー・オイスター・カルトやグランド・ファンク・レイルロードなどの激しいロックに馴染めず、汚い言葉やスラングの意味も理解できなかった。そのためすっかり自信を喪失してしまう。大好きなカーペンターズは自宅や一人のときだけこっそり愛唱していた。中学と高校ではスペイン語研究会、美術部、テニス部、水泳部に所属。成績は優秀で水泳部ではキャプテンを務めるなど文武両道だった。しかし当時の教師や同級生によると、この頃は小柄で大人しい生徒で、決して目立つタイプではなかったという。

### 青年時代
ウォータータウン高校卒業後は近郊のニューヨーク州セントローレンス郡カントンの私大、セント・ローレンス大学へ進学。学生時代は政治学の教授夫妻宅に下宿していたが、基本的には脚本家志望の友人の部屋に入り浸っていた。大学一年のハロウィンパーティではデヴィッド・ボウイの『アラジン・セイン』の衣装とメイクをしたまま酩酊。有刺鉄線の上に顔から倒れ込み、その際上唇の左側から鼻にかけ皮一枚を残して切断。友人らによって病院に担ぎ込まれるも、現在も傷が残るほどの大怪我を負った。縫合時は麻酔が要らないほど泥酔していた。スペイン文学と政治学で学位を取得し、卒業時には政治学専攻らしく「式用の礼装製造業者が従業員に不当労働を強いている」として抗議の意を示すため数名のクラスメイトと共に角帽とガウンを着用しないことを約束した。ただし実際にそれを実行したのはヴィゴだけだった。卒業後はデンマークに渡り花売りやウェイターなどをしながら滞在。ロンドン近郊に住んだこともあり、映画館に入り浸っていた。その後、当時の恋人を追って帰国。

### 『ロード・オブ・ザ・リング』以前
大学卒業後に欧州に滞在していた頃も映画館に入り浸っていたヴィゴは、ピエル・パオロ・パゾリーニ、イングマール・ベルイマン、アンドレイ・タルコフスキー、小津安二郎などの映画に影響され、本格的に俳優を志すようになる。ニューヨークへ行った恋人を追って帰国した後は「Warren Robertson Acting Workshop」に参加。デンマークの親族と友人らには、俳優志望である旨の手紙を出したが、誰も彼が本気だとは思わなかった。ヴィゴは生活のためアイスクリーム売りやバーテンダーなどのアルバイトをしながら演技の基礎を学び、1982年に舞台デビュー。インディアナ・レパートリー・シアターでの『ロミオとジュリエット』、アメリカン・レパートリー・シアターでの『Kevin O'Cypher』、Ryan Repertory Companyでの『Two by Two』、Ensemble Studio Theaterでの『The Rapidio』など幾つかの舞台に出演した。
1984年にはドラマ『George Washington』でテレビ・デビュー。同年『スイング・シフト』（ジョナサン・デミ監督）でスクリーン・デビューの予定だったが、編集時に出演シーンはカットされる。ウディ・アレンの『カイロの紫のバラ』にも参加したが、こちらも編集でカットされたため、結局1985年の『刑事ジョン・ブック 目撃者』がデビュー作となった。
1987年、ロサンゼルスのコースト・プレイハウスで上演された舞台『ベント』で、強制収容所のナチ将校を演じDrama-Logue Awardを受賞。1991年にはショーン・ペン監督処女作の『インディアン・ランナー』に出演。深刻なPTSDを負ったベトナム帰還兵の弟を演じ、一躍注目される。しかしその後は僅かな佳作を除いて出演作に恵まれることは無かった。

### 『ロード・オブ・ザ・リング』以後
2001年から2003年にかけて公開された『ロード・オブ・ザ・リング』三部作は、映画史に残る大ヒットを記録し、ヴィゴをはじめ共演者やスタッフらの名声を大いに高めた。当初アラゴルン役にキャスティングされていたのはスチュアート・タウンゼントだったが、彼の容姿が思ったより若かったことから撮影開始後になって急遽ヴィゴが撮影に参加することとなった。出演依頼を受けた際、長期間の撮影で子供と離れて生活することを嫌がり一旦は断ろうとしたが、それを聞いた『指輪物語』ファンの長男に、依頼を受けることを熱心に勧められ出演することに決めた。ロケ地であるニュージーランドからの連絡を受けた2日後には現地でアラゴルンを演じていた。同作の宣伝で出向いたカンヌ国際映画祭のパーティ会場では、カナダの映画監督デヴィッド・クローネンバーグと知り合うこととなった。この出会いが後に『ヒストリー・オブ・バイオレンス』（2005年）、『イースタン・プロミス』（2007年）出演のきっかけとなる。同作の演技により、2008年第80回アカデミー賞主演男優賞にノミネートされた（2008年2月25日発表）。

### 私生活
1987年7月8日、映画『T.V.サルベーション』の共演者でパンクバンドXのヴォーカリスト、エクシーン・セルベンカ（1956年2月1日 - ）と結婚。アイダホ州へ移住。翌年には長男ヘンリー・ブレイク（1988年1月28日 - ）が誕生するも1992年に別居。一家はロサンゼルスに戻る。別居理由は生活拠点をアイダホ州に移したことによって一家の収入が激減したことが一因とも言われている。正式離婚は1998年3月13日で親権は元妻と共同保有。現在も家族ぐるみの良好な友人関係にある。その後は父子家庭を切り盛りしていたが、2007年現在では長男の大学進学に伴い一人暮らし。
離婚後は特にこれといった恋愛の噂はないが、2000年頃から2003年まで画家ジュリアン・シュナーベルの長女で芸術家のローラ（1980年 - ）と交際していた。

## エピソード
- 2002年、出版社パーシヴァル・プレスを設立。商業ベースには乗り辛いが優れた作品を紹介している。2006年5月21日、母校の大学より名誉博士号を授与される[9]。母方の祖父も1958年に同大学から名誉博士号を授与されている。

- 母方の家系にはジョニー・アップルシードことジョン・チャップマン（1774年9月26日 - 1845年3月18日）[10]や、アメリカ西部開拓時代の英雄バッファロー・ビルことウィリアム・フレデリック・コーディ大佐（1846年2月26日 - 1917年1月10日）[11]らがいる。

- ファッション・フォトグラファーのブルース・ウェーバー監督によるドキュメンタリー映画『レッツ・ゲット・ロスト』（1988年）に、サンタモニカのビリヤード場で遊んでいる姿が一瞬映っている。その後も幾度か同監督の写真のモデルをつとめている。

- 新婚時代のモーテンセン家には脚本家マイケル・ブレイクが居候しており、彼の代表作『ダンス・ウィズ・ウルブズ』は夫妻への新婚祝いとして執筆された。そのため同作の主人公ジョン・ダンバー中尉は、当初はヴィゴを想定したキャラクターだった。

- 『インディアン・ランナー』（1991年）で知り合ったデニス・ホッパーは、ブレイク前のヴィゴのパトロン的役割を務めた。『ダイヤルM』（1998年）で使用されたコラージュ作品はヴィゴ自身の作だったが、この作品を制作する際のアトリエを提供したのはホッパーだった。2001年には二人でオランダ・アムステルダムへ旅行。この際に撮影された写真はヴィゴの作品集『Signlanguage』に収められている。また2005年にはパーシヴァル・プレスからホッパーの写真集『Bucharest Nights』が出版された。

- ミュージシャンとしても数多くの作品を発表している。元ガンズ・アンド・ローゼズのギタリストのバケットヘッドとも友人で、二人でCDを共同制作している。

- ドキュメンタリー監督マイケル・ムーアとも親交があり、共に2004年アメリカ合衆国大統領選挙への投票を訴えるラリー（Leave No Voter Behind）に参加。その際の模様はムーアのドキュメンタリー作品『Captain Mike Across America』（2007年）に収録されている。2008年アメリカ合衆国大統領予備選挙ではオハイオ州選出の民主党デニス・クシニッチ下院議員を支持していた。イラク戦争の反戦運動に参加するなど、リベラルな政治的言動が目立つため保守派から言動を非難されることもある。

- 右腕、左腕（元妻と息子と自分の名前の頭文字を組み合わせたマーク）、左肩（旅の仲間の人数「9」のテングワール）、右鼠蹊部（三日月）、腰、右手首（息子が幼い頃落書きした「H」[12]）など、体中にタトゥーを彫っている。

- 座右の銘は映画監督シドニー・ルメットの言葉。「仕事のほとんどは起こり得る災難に対する準備からなる」である。

- 『G.I.ジェーン』では「厳格な鬼曹長」役を演じるため、他の俳優と間を置き、親交を深めようとしなかった。また逆に『ロード・オブ・ザ・リング』三部作では「仲間」というテーマ性から周囲とのコミュニケーションを大事にし、「旅の仲間達」との友情は映画同様今でも続いているという。

## 出演作品

### 映画
| 公開年 | 邦題 原題                                                                       | 役名                                    | 備考 | 吹き替え                                                         |
| ------ | ------------------------------------------------------------------------------- | --------------------------------------- | --- | ---------------------------------------------------------------- |
| 1985   | 刑事ジョン・ブック 目撃者 Witness                                               | モーセ・ホッフライトナー                | |                                                                  |
| 1987   | T.V.サルベーション Salvation!                                                   | ジェローム・スタンプル                  | |                                                                  |
| 1988   | プリズン Prison                                                                 | バーク/チャールズ・フォーサイス（二役） | | 塩沢兼人                                                         |
| 1988   | 想い出のジュエル Fresh Horses                                                   | グリーン                                | |                                                                  |
| 1990   | ガン・ヒート/野獣の標的 Tripwire                                                | ハンス                                  | |                                                                  |
| 1990   | 悪魔のいけにえ3 レザーフェイス逆襲 Leatherface: Texas Chainsaw Massacre III     | テックス                                | |                                                                  |
| 1990   | ヤングガン2 Young Guns II                                                       | ジョン・W・ポー                         | | 若本規夫(フジテレビ版)                                           |
| 1990   | 柔らかい殻 The Reflecting Skin                                                  | キャメロン・ダヴ                        | |                                                                  |
| 1991   | インディアン・ランナー The Indian Runner                                        | フランク・ロバーツ                      | |                                                                  |
| 1992   | ルビー・カイロ Ruby Cairo                                                       | ジョン‘ジョニー’ファロ                  | |                                                                  |
| 1993   | ボイリング・ポイント Boiling Point                                              | ロニー                                  | |                                                                  |
| 1993   | カリートの道 Carlito's Way                                                      | ラリーン                                | | 二又一成                                                         |
| 1993   | プレイデッド The Young Americans                                                | カール・フレイザー                      | | 中田和宏                                                         |
| 1993   | ヤクザVSマフィア American Yakuza                                                | ニック・デイビス                        | 東映Vアメリカ作品。 |                                                                  |
| 1994   | The Crew                                                                        | Phillip                                 | | N/A                                                              |
| 1994   | カッティング・エッジ Floundering                                                | ホームレスの男                          | |                                                                  |
| 1994   | Ewangelia wedlug Harry'ego                                                      | Wes                                     | | N/A                                                              |
| 1995   | Gimlet                                                                          | Hombre (Man)                            | | N/A                                                              |
| 1995   | クリムゾン・タイド Crimson Tide                                                 | ピーター‘ウェップス’インス              | | 金尾哲夫(ソフト版) 牛山茂(日本テレビ版) 檀臣幸(テレビ朝日版)     |
| 1995   | 聖なる狂気 The Passion of Darkly Noon                                           | クレイ                                  | 台詞なし |                                                                  |
| 1995   | Black Velvet Pantsuit                                                           | Worthless Junkie                        | | N/A                                                              |
| 1995   | ゴッド・アーミー/悪の天使 God's Army                                            | ルシファー                              | | 金尾哲夫                                                         |
| 1996   | ある貴婦人の肖像 The Portrait of a Lady                                         | キャスパー・グッドウッド                | | 田中正彦                                                         |
| 1996   | アルビノ・アリゲーター Albino Alligator                                         | ギィ・フォッカード                      | | 納谷六朗                                                         |
| 1997   | デイライト Daylight                                                             | ロイ・ノード                            | | 後藤敦(ソフト版) 宮本充(テレビ朝日版)                            |
| 1997   | G.I.ジェーン G.I.Jane                                                           | ジョン・ジェームス‘ジャック’ウルゲイル  | | 大塚明夫(ソフト版) 江原正士(フジテレビ版)                        |
| 1997   | My Brother's Gun                                                                | Juanito                                 | | N/A                                                              |
| 1998   | ダイヤルM A Perfect Murder                                                      | ディビッド・ショウ                      | | 山路和弘(ソフト版) 小山力也(日本テレビ版) 平田広明(テレビ朝日版) |
| 1998   | サイコ Psycho                                                                   | サミュエル・ルーミス                    | | 堀内賢雄                                                         |
| 1999   | オーバー・ザ・ムーン A Walk on the Moon                                         | ウォーカー・ジェローム                  | | 山路和弘                                                         |
| 2000   | 28DAYS 28 Days                                                                  | エディ・ボーン                          | | 山路和弘                                                         |
| 2001   | ロード・オブ・ザ・リング The Lord of the Rings: The Fellowship of the Ring      | アラゴルン                              | フェニックス映画批評家協会キャスト賞受賞 エンパイア賞男優賞ノミネート オンライン映画批評家協会キャスト賞ノミネート 全米映画俳優組合賞キャスト賞ノミネート | 大塚芳忠                                                         |
| 2002   | ロード・オブ・ザ・リング/二つの塔 The Lord of the Rings: The Two Towers         | アラゴルン                              | オンライン映画批評家協会キャスト賞受賞 フェニックス映画批評家協会キャスト賞受賞 SFX賞SFファンタジー映画男優賞受賞 エンパイア賞男優賞ノミネート サテライト賞助演男優賞ノミネート サターン主演男優賞ノミネート 全米映画俳優組合賞キャスト賞ノミネート | 大塚芳忠                                                         |
| 2003   | ロード・オブ・ザ・リング/王の帰還 The Lord of the Rings: The Return of the King | アラゴルン                              | 放送映画批評家協会賞主演男優賞受賞 ナショナル・ボード・オブ・レビュー賞キャスト賞受賞 全米映画俳優組合賞キャスト賞受賞 エンパイア賞男優賞ノミネート フェニックス映画批評家協会キャスト賞ノミネート サターン主演男優賞ノミネート | 大塚芳忠                                                         |
| 2003   | オーシャン・オブ・ファイヤー Hidalgo                                            | フランク・ホプキンス                    | | 山路和弘                                                         |
| 2005   | ヒストリー・オブ・バイオレンス A History of Violence                            | トム・ストール                          | エンパイア賞男優賞ノミネート ロンドン映画批評家協会賞男優賞ノミネート ニューヨーク映画批評家協会賞主演男優賞ノミネート(3rd place) サテライト賞主演男優賞ノミネート サターン主演男優賞ノミネート | 木下浩之                                                         |
| 2006   | アラトリステ Alatriste                                                          | ディエゴ・アラトリステ・イ・テノーリオ  | ゴヤ賞主演男優賞ノミネート | 木下浩之                                                         |
| 2007   | イースタン・プロミス Eastern Promises                                           | ニコライ・ルージン                      | 英国インディペンデント映画賞男優賞受賞 Sant Jordi Award for Best Foreign Actor受賞 サテライト賞主演男優賞（ドラマ映画部門）受賞 トロント映画批評家協会主演男優賞受賞 バンクーバー映画批評家協会カナダ・主演男優賞受賞 アカデミー主演男優賞ノミネート 放送映画批評家協会賞主演男優賞ノミネート シカゴ映画批評家協会主演男優賞ノミネート ゴールデングローブ賞 主演男優賞 (ドラマ部門)ノミネート ニューヨーク映画批評家協会賞主演男優賞ノミネート(2位) オンライン映画批評家協会主演男優賞ノミネート サンディエゴ映画批評家協会主演男優賞ノミネート (2位) サターン主演男優賞ノミネート 英国アカデミー賞主演男優賞ノミネート ジニー賞主演男優賞ノミネート ヒューストン映画批評家協会賞主演男優賞ノミネート 全米映画俳優組合賞主演男優賞ノミネート セントルイス映画批評家協会賞主演男優賞ノミネート バンクーバー映画批評家協会賞主演男優賞ノミネート | 木下浩之                                                         |
| 2008   | アパルーサの決闘 Appaloosa                                                      | エヴェレット・ヒッチ                    | 日本劇場未公開 2009年6月24日DVD発売（ワーナー・ホーム・ビデオ） | 加藤亮夫                                                         |
| 2008   | 善き人 Good                                                                     | ジョン・ハルダー                        | | 井上倫宏                                                         |
| 2009   | ザ・ロード The Road                                                             | 父親                                    | 第8回ユタ映画批評家協会賞主演男優賞受賞 クリティクス・チョイス・アワード主演男優賞ノミネート ヒューストン映画批評家協会2009主演男優賞ノミネート サンディエゴ映画批評家協会主演男優賞ノミネート サターン主演男優賞ノミネート トロント映画批評家協会主演男優賞ノミネート デンバー映画批評家協会賞主演男優賞ノミネート Fangoria\|Fangoria Chainsaw Award for Best Actorノミネート ワシントンD.C.映画批評家協会賞主演男優賞ノミネート | てらそままさき                                                   |
| 2011   | 危険なメソッド A Dangerous Method                                               | ジークムント・フロイト                  | ジニー賞助演男優賞受賞 バンクーバー映画批評家協会カナダ・助演男優賞受賞 ゴールデングローブ賞 助演男優賞ノミネート ニューヨーク映画批評家協会賞助演男優賞ノミネート (3rd place) サテライト賞助演男優賞ノミネート | (吹き替え版なし)                                                 |
| 2012   | 偽りの人生 Todos tenemos un plan                                                | アグスティン/ペドロ                     | | (吹き替え版なし)                                                 |
| 2012   | オン・ザ・ロード On the Road                                                    | オールド・ブル・リー                    | | (吹き替え版なし)                                                 |
| 2014   | ギリシャに消えた嘘 The Two Faces of January                                     | チェスター・マクファーランド            | | てらそままさき                                                   |
| 2014   | 約束の地 Jauja                                                                  | ディネセン大尉                          | カンヌ国際映画祭FIPRESCI（国際映画批評家連盟賞）受賞 | (吹き替え版なし)                                                 |
| 2014   | 涙するまで、生きる Loin des hommes                                              | ダリュ                                  | | (吹き替え版なし)                                                 |
| 2016   | はじまりへの旅 Captain Fantastic                                                | ベン・キャッシュ                        | オンライン映画批評家協会賞主演男優賞ノミネート ヒューストン映画批評家協会賞主演男優賞ノミネート フロリダ映画批評家協会賞主演男優賞ノミネート セントルイス映画批評家協会賞主演男優賞ノミネート サンディエゴ映画批評家協会賞主演男優賞ノミネート (2位) インディペンデント・スピリット賞主演男優賞ノミネート サテライト賞主演男優賞受賞 ゴールデングローブ賞ドラマ部門 主演男優賞ノミネート 英国アカデミー賞主演男優賞ノミネート 全米映画俳優組合賞主演男優賞ノミネート | (吹き替え版なし)                                                 |
| 2018   | グリーンブック Green Book                                                       | トニー・リップ                          | ボストン映画祭主演男優賞受賞 ナショナル・ボード・オブ・レビュー賞主演男優賞受賞 サンディエゴ映画批評家協会賞主演男優賞ノミネート ワシントンD.C.映画批評家協会賞主演男優賞ノミネート オーストラリア映画テレビ芸術アカデミー賞主演男優賞ノミネート 放送映画批評家協会賞主演男優賞ノミネート ゴールデングローブ賞コメディ・ミュージカル部門 主演男優賞ノミネート サンタバーバラ国際映画祭American Riviera賞受賞 サテライト賞男優賞（コメディ・ミュージカル部門）ノミネート 英国アカデミー賞主演男優賞ノミネート 全米映画俳優組合賞主演男優賞ノミネート フェニックス映画批評家協会主演男優賞受賞 | 大塚芳忠                                                         |
| 2020   | フォーリング 50年間の想い出 Falling                                             | ジョン・ピーターソン                    | 兼監督・脚本・製作・音楽 | (吹き替え版なし)                                                 |
| 2022   | 13人の命 Thirteen Lives                                                         | リチャード・スタントン                  | ポストプロダクション | 大塚芳忠                                                         |
| 2022   | クライムズ・オブ・ザ・フューチャー Crimes of The Future                         | ソール                                  | | (吹き替え版なし)                                                 |
| 2023   | Eureka                                                                          | Murphy                                  | |                                                                  |
| 2023   | The Dead Don't Hurt                                                             | Holger Olsen                            | 兼監督・プロデューサー・脚本・作曲 |                                                                  |

### テレビドラマ・映画
- George Washington （1984年） - Lieutenant at LeBoeuf
- ABC Afterschool Specials: High School Narc （1985年） - Tim
- Search for Tomorrow （1985年） - Bragg
- マイアミバイス/流血死の捜査令状 シーズン3 第65話 Miami Vice: Red Tape （1987年） - エディ・トランブル
- Once in a Blue Moon （1990年）
- バニシング・ポイント 激走2000キロ Vanishing Point （1997年） - ジミー・コワルスキー
- コスモス：いくつもの世界（2020年） - ニコライ・ヴァヴィロフ

## ディスコグラフィ

### アルバム
- Don't Tell Me What to Do (1994年)
- One Less Thing to Worry About (1997年)
- Recent Forgeries (1998年)
- The Other Parade (1999年) ※ジャケットには「別のパレード」と日本語タイトルが書かれている
- One Man's Meat (1999年)
- Live at Beyond Baroque (1999年)
- Pandemoniumfromamerica (2003年) ※with バケットヘッド
- Live at Beyond Baroque II (2004年)
- Please Tomorrow (2004年)
- This, That, and the Other (2004年)
- Intelligence Failure (2005年) ※with バケットヘッド
- 3 Fools 4 April (2006年)
- Time Waits for Everyone (2007年)
- At All (2008年)
- Canciones de Invierno (2010年)
- Reunion (2011年) ※with バケットヘッド
- Acá (2013年)
- Under the Weather (2015年)
- Seventeen Odd Songs (2016年)
- Preguntas Desde la Orilla (2017年)
- Godzilla Sleeps Alone (2018年)

## 著作

### 詩
- Ten Last Night (1993年)

### 本
詩、写真、絵画、散文などをまとめた作品集。
- 1991 (1991年)
- Recent Forgeries (1998年)
- Signlanguage (2002年)
- Coincidence of Memory (2002年)
- The Hole Of The Sun (2002年)
- 45301 (2003年)
- Miyelo (2003年)
- Mo Te Upoko-o-te-ika/For Wellington (2003年)
- The Horse Is Good (2003年)
- Linger (2005年)
- I forget you for ever (2006年)
- SKOVBO (2008年)

## 受賞歴
- 第10回英国インディペンデント映画賞 主演男優賞
- 第12回サテライト賞 映画ドラマ部門 主演男優賞
- 第11回トロント映画批評家協会賞 主演男優賞